# Batoca
 (mai 2023).
Si vous disposez d'ouvrages ou d'articles de référence ou si vous connaissez des sites web de qualité traitant du thème abordé ici, merci de compléter l'article en donnant les références utiles à sa vérifiabilité et en les liant à la section « Notes et références ».
La batoca est un cépage blanc du Nord-Ouest du Portugal, région du Vinho verde, qui est recommandé pour l'élaboration d'un vin blanc de qualité. Longtemps cultivé en hautain, il est aujourd'hui conduit sur cruzeta[Quoi ?].

## Synonyme
Ce cépage est aussi connu sous les noms : Alvadurão Portalegre, Alvaraca, Alvaraça, Alvaraça Blanc, Alvaroco, Alvaroça, Asal Espanhol, Batoco, Carvalhal, Espadeiro Blanc et Sa Douro.